# فاغريا

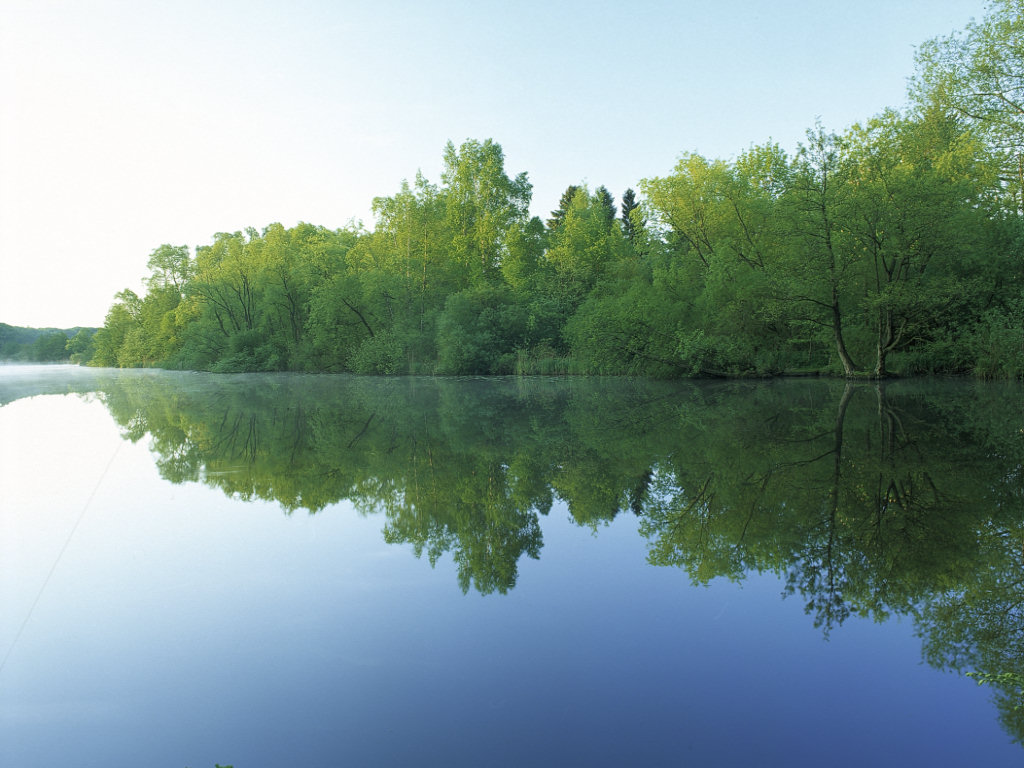
نهر شوفينتين الذي يعتبر حداً لفغاريا

فاغريا (بالألمانية: Wagrien، Waierland أو Wagerland) هو الجزء الشمالي الشرقي من هولشتاين الألمانية في ولاية شليسفيغ هولشتاين. اسم "Wagria" مشتق من قبيلة Lechites السلافية من Wagri، والتي تعني الذين يعيشون من الخلجان.
كان يحد فغاريا في العصور الوسطى كما يظهر من الخرائط القديمة، ببحر البلطيق من الشمال والشرق، وذلك من مضيق كييل وحتى خليج لوبيك. والمناطق الداخلية بنهر شوفينتين ونهر ترافا. أما اليوم فيشار إليها فقط على أنها شبه جزيرة أولدنبورغ